# Nemaschema baladicum
Nemaschema baladicum là một loài bọ cánh cứng trong họ Cerambycidae.